# Night of Champions (2023)
Night of Champions (2023) — десятое по счёту шоу Night of Champions, премиальное живое шоу производства американского рестлинг-промоушна WWE. Шоу прошло 27 мая 2023 года на арене «Джидда Супер Доум» в Джидде, Саудовская Аравия. Шоу траслировалось по системе Pay-Per-View (PPV) по всему миру и доступно для трансляции через Peacock в США и WWE Network на международном рынке.
Это первое шоу Night of Champions, проводимое в субботу, и первое шоу из серии, проводимое в Саудовской Аравии. Это будет девятое шоу, которое WWE проведет в этой стране в рамках 10-летнего партнерства в поддержку Saudi Vision 2030. На шоу коронован новый чемпион мира в тяжёлом весе, а также отмечен 1000-й день Романа Рейнса в качестве чемпиона Вселенной WWE.
Первоначально было объявлено, что шоу пройдет под названием King and Queen of the Ring, что позволило бы возродить серию шоу King of the Ring, но с новым названием. Однако WWE решила вместо этого возродить шоу Night of Champions, которое в последний раз проводилось в сентябре 2015 года.

## Сюжеты и назначение матчей
3 апреля на первом Raw после WrestleMania Коди Роудс решил продолжить выяснять отношения с Романом Рейнсом, которому уступил днём ранее в мэйн-ивенте главного шоу WWE в году. Пол Хейман заявил, что Роудс может получить право на ещё один титульный матч, лишь если победит в командном матче, в котором его противниками станут Роман Рейнс и Соло Сикоа, а напарником Роудса должен стать участник прошедшей WrestelMania. Но в случае поражения и Коди, и его напарник теряли шансы на Чемпионский матч, пока титулом владел Рейнс. В качестве напарника Роудса решил выступить Брок Леснар, однако матч не состоялся, поскольку Леснар напал на Роудса. Неделей позже на Raw 10 марта Роудс высказал свои претензии Леснару и предложил матч на «Backlash», добавив, что впервые Брок станет не охотником в своём матче, а жертвой. 17 апреля на Raw Леснар принял вызов, согласившись на матч.  На Backlash в Пуэрто-Рико Коди смог одержать победу, хотя инициативой в матче владел Леснар. На следующем RAW 8 мая Леснар снова напал на Роудса, помешав Коди выиграть отборочный матч за новое Чемпионство Мира в тяжелом весе и проведя ему Ф5 на стол комментаторов. На RAW 22 мая Брок сначала избил Коди металлическим баллоном, а затем еще и травмировал руку Коди в болевом. Рестлеры договорились о матче-реванше на Night of Champions.
На RAW 24 апреля года было объявлено, что в WWE введут новый титул Чемпиона мира в тяжелом весе. Чемпионство запланировали разыграть в турнире на 12 участников, среди которых были Финн Балор и Сет Роллинс. На RAW 8 мая Роллинс и Балор выиграли свои матчи 1 раунда, а затем в полуфинальном матче Роллинс одолел Балора. Финал турнира был назначен на Night of Champions.
27 июля на RAW Бекки Линч и Лита смогли победить Ийо Скай и Дакоту Кай, выиграв у них Женское командное чемпионство WWE. По ходу матча Линч и Лите помогла Триш Стратус, которая нейтрализовала Бэйли, пытавшуюся помочь партнёршам по группировке «Контроль Урона». Возвращение Стратус должно было состояться ранее в году, но в силу разных причин, среди которых и травмы, и смены планов, это состоялось лишь в конце февраля. 6 марта на RAW Стратус, Линч и Лита предложили «Контролю» матч 3х3 на WrestleMania, и этот вызов был принят. 27 марта на RAW Линч рассказала, что обратилась за помощью к Лите и Стратус, поскольку «Контроль» преследовал её с прошлой осени, когда у рестлерш был матч по правилам «Военные игры», а Литу и Стратус она уважает больше всего. В первый день WrestleMania 39 Линч, Лита и Стратус одержали победу, а уже через неделю Линч и Лите была назначена защита титулов против Ракель Родригес и Лив Морган. Перед матчем «Контроль» напал на Литу, нанёс ей травму, и тогда Стратус предложила Линч заменить ту в матче. Линч согласилась, изменение в матче было утверждено, но затем Родригес и Морган смогли победить, выиграв Командное женское чемпионство. А после матча Стратус напала на Линч и избила её. 17 апреля на RAW Стратус объяснила своё поведение тем, что сегодняшние зрители забыли её вклад в рестлинг, зато боготворят Линч, которая является лишь сегодняшней звездой. Линч при этом переименовала свой профиль в соцсетях и ушла в отпуск (как позже рассказала сама Линч, у нее было повреждение лодыжки с подозрением на стрессовый перелом). После того, как Стратус несколько недель издевательски разыскивала Линч, Бекки вернулась на RAW 8 мая и пообещала уничтожить Триш. 15 мая на RAW их матч был назначен на Night of Champions, и 22 мая на RAW рестлерши подписали контракт

## События шоу
В первом матче шоу Сет Роллинс победил Эй Джей Стайлза и выиграл чемпионство - первый для себя мировой титул с осени 2019 года.
В шестом матче дня встретились Брок Леснар и Коди Роудс. Роудс вышел на ринг с фиксатором на руке, которую ранее травмировал Леснар. Этот матч оказался удачным для Леснара, который доминировал и запер Роудса в «Кимуру». Роудс не сдался, но отключился, и судья зафиксировал победу.
Шоу закрывал матч за Командное чемпионство. Роман Рейнс и Соло Сикоа против Кевина Оуэнса и Сами Зэйна. В этот матч против воли Рейнса попытались вмешаться братья Джимми и Джей Усо, которые вместо помощи ударили Соло Сикоа. Когда Рейнс отругал их, Джимми не стерпел и ударил Романа Суперкиком, а после небольшой паузы добавил еще один, в результате чего Рейнс и Сикоа проиграли матч за Чемпионство.

## Результаты
| №                               | Результаты                                                      | Условия                                                               | Время |
| ------------------------------- | --------------------------------------------------------------- | --------------------------------------------------------------------- | ----- |
| 1                               | Сет «Фрикин» Роллинс победил Эй Джей Стайлза                    | Финал турнира за титул первого в истории чемпиона мира в тяжёлом весе | 20:40 |
| 2                               | Триш Стратус победила Бекки Линч                                | Одиночный матч                                                        | 14:50 |
| 3                               | Гюнтер (с) победил Мустафу Али                                  | Одиночный матч за интерконтинентальное чемпионство WWE                | 8:35  |
| 4                               | Аска победила Бьянку Белэр (c)                                  | Одиночный матч за чемпионство WWE Raw среди женщин                    | 15:00 |
| 5                               | Рея Рипли (c) (с Домиником Мистерио) победила Наталью           | Одиночный матч за чемпионство WWE SmackDown среди женщин              | 1:10  |
| 6                               | Брок Леснар победил Коди Роудса                                 | Одиночный матч                                                        | 9:40  |
| 7                               | Сами Зейн и Кевин Оуэнс (с) победили Романа Рейнса и Соло Сикоа | Командный матч за неоспоримое командное чемпионство WWE               | 26:25 |
| - (ч) – чемпион на начало матча |                                                                 |                                                                       |       |

## События после Night of Champions
На следующем RAW Коди назвал ошибочным решение выйти на ринг против Леснара с травмированной рукой. На Money in the Bank Роудс провёл матч против Доминика Мистерио и победил его, а Леснар ушел в отпуск. На следующем RAW 3 июля Леснар снова вернулся и попытался напасть на Роудса, но тот был готов к атаке и отбился от него. Позже он сообщил, что готов к еще одному бою когда угодно. На RAW 10 июля Роудс бросил Леснару вызов на еще один матч на SummerSlam, и еще неделей позже на RAW 17 июля в родной для Коди Атланте Леснар принял вызов. Вместе с этим он снова избил Роудса на глазах его матери.
На RAW 29 мая Балора и его группировка «Судный день» вмешались в дебаты Роллинса и Стайлса, был назначен командный матч, в котором Сет и Эй. Джей. одержали победу, Роллинс удержал Дамиана Приста. Через неделю на RAW 5 июня «Судный день» продолжил донимать Роллинса, и был назначен матч за Чемпионство Мира, в котором Сет одержал победу над Пристом. На RAW 12 июня Балору и Роллинсу был назначен матч за Чемпионство на шоу Money in the Bank. Перед этим Роллинс отправился на ТВ-шоу NXT, где защитил Чемпионство Мира от Брона Брейкера.
На следующем Smackdown Усо предложили Сикоа присоединиться к ним, но Сикоа не поддался на провокации и сохранил лояльность Рейнсу, вырубив провоцировавшего его Джимми. На Smackdown 16 июня был назначен матч между родственниками: Роман Рейнс и Соло Сикоа против Джимми и Джея Усо. На Премиум-шоу Money in the Bank Усо смогли не просто победить, но Джей при этом удержал Романа Рейнса, чего не случалось перед этим почти 3,5 года. На Smackdown 7 июля Джей бросил Рейнсу вызов на матч 1х1. Первая сцена их противостояния длилась около 30 минут, ее не прерывали рекламные паузы, и впервые за почти три года шоу посмотрели около 1,23 миллиона зрителей из возрастной категории 18-49 лет, а всё шоу впервые в истории национального телевидения собрало наибольшую аудиторию за отчётную неделю. 21 июля на Smackdown матч Рейнса и Джея Усо был подтверждён, было также оговорено, что пройдёт он по правилам "Племенного боя", будет без дисквалификаций, а на кону будут и Неоспоримое чемпионство Вселенной WWE, и титул Вождя племени.